# 마판슈
마판슈(중국어: 马凡舒, 1993년 11월 6일 ~ )는 중국의 아나운서이다. 헤이룽장성 하얼빈시 출신으로 중국중앙전시대(CCTV) 소속이다.
2011년에 열린 하이난 국제 관광섬 홍보대사 선발전에서 4위를 차지했으며 2012년에 중국전매대학 아나운서학과를 졸업했다. 2014년에 열린 제5회 국제 아나운서 경연 대회에서 2위를 차지했다. 청순한 외모와 우월한 키로 큰 인기를 받았고 2014년 CCTV5에서 '천하축구'라는 프로그램을 진행하면서 일명 '축구 여신'과 '판판'이라는 별명을 갖게 되었다.

## 진행 프로그램
- 2011년 리얼 버라이어티 '제일미차'
- 2012년 'NBA경기일'
- 2014년 '천하축구'
- 2015년 '아시안컵 정복'
- 2016년 대학생 토론쇼 '워탄후이유취'
- 2018년 아나운서 오디션 '이치숴아오윈', 스포츠 예능 '류엔페이위' , 월드컵 예능 '하오먼셩엔'